# Szlovákia politikai élete

Szlovákia címere

Szlovákia ország (köztársaság) Közép-Európában. Államformája parlamentáris köztársaság. Parlamentje, a Nemzeti Tanács 150 fős, képviselőit négyévente választják meg.

## Választások
Szlovákiában ötévente tartanak elnök-, négyévente parlamenti és szintén ötévente európai parlamenti választásokat.

## Politikai pártok
Szlovákia többpártrendszerű politikát folytat.
A legnépszerűbb politikai pártok:
- Irány – Szociáldemokrácia
- Magyar Szövetség
- Szlovák Nemzeti Párt
- Az Emberekért
- Szlovákia
- Kereszténydemokrata Mozgalom
- Szabadság és Szolidaritás
- Progresszív Szlovákia
- Hang – Szociáldemokrácia

## Az ország vezetői

### Köztársasági elnökök

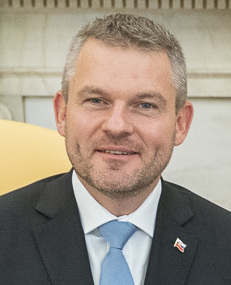
Peter Pellegrini, 6. köztársasági elnök (2024–)
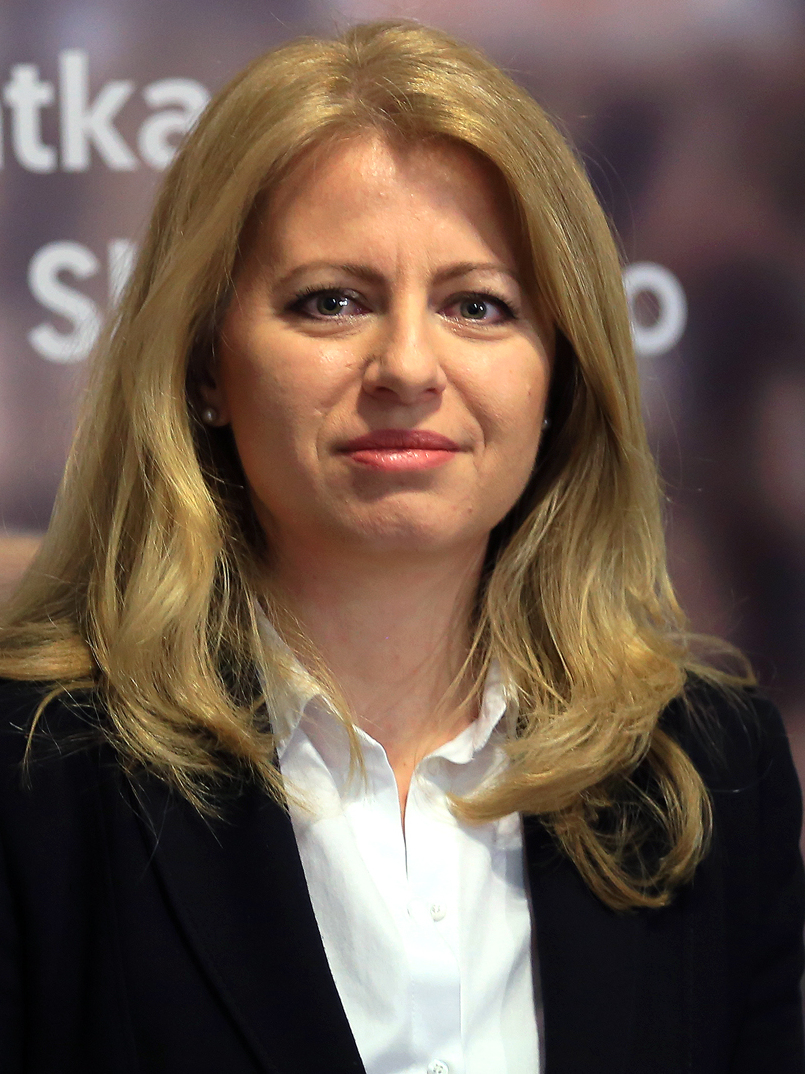
Zuzana Čaputová, 5. köztársasági elnök (2019–2024)
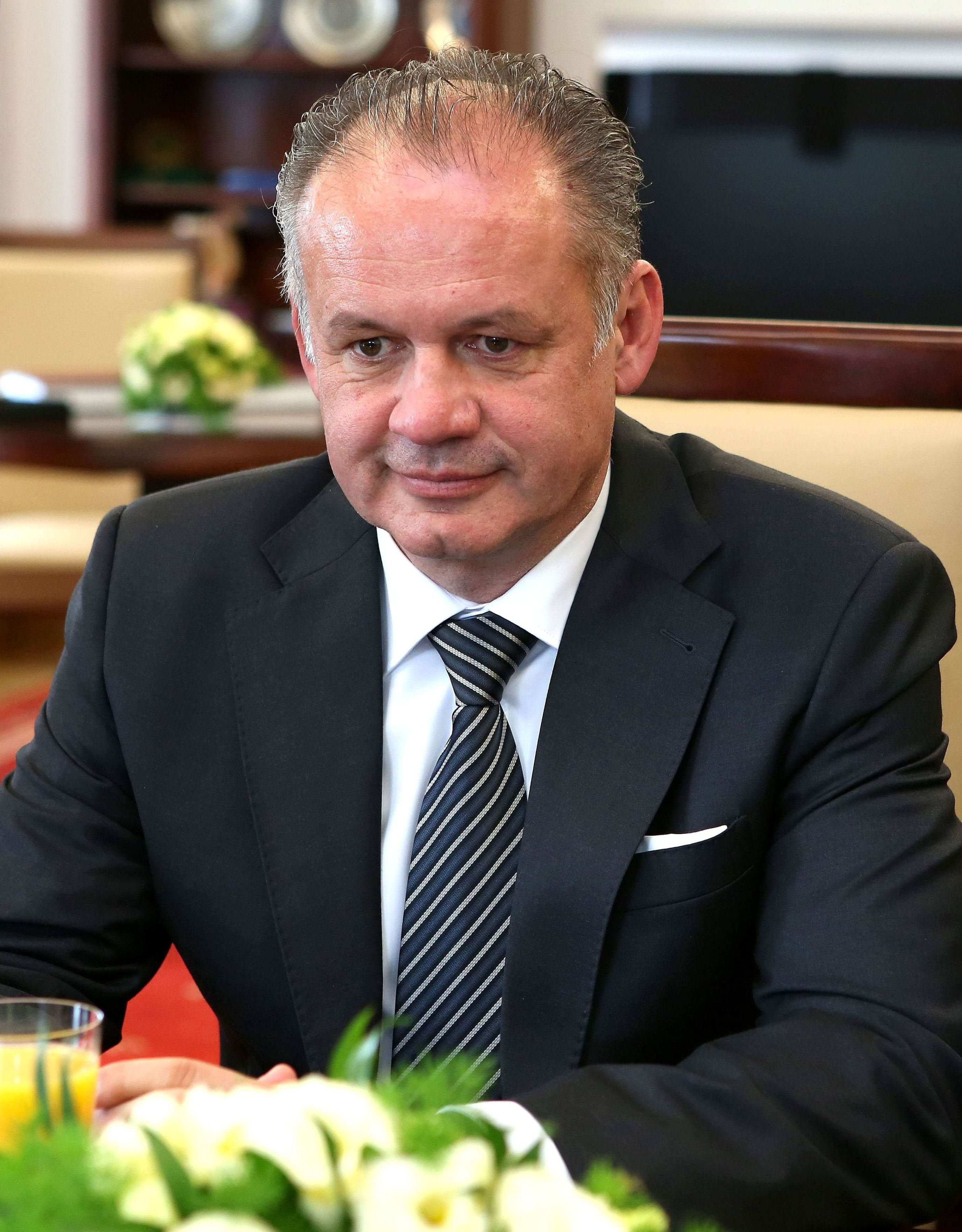
Andrej Kiska, 4. köztársasági elnök (2014–2019)
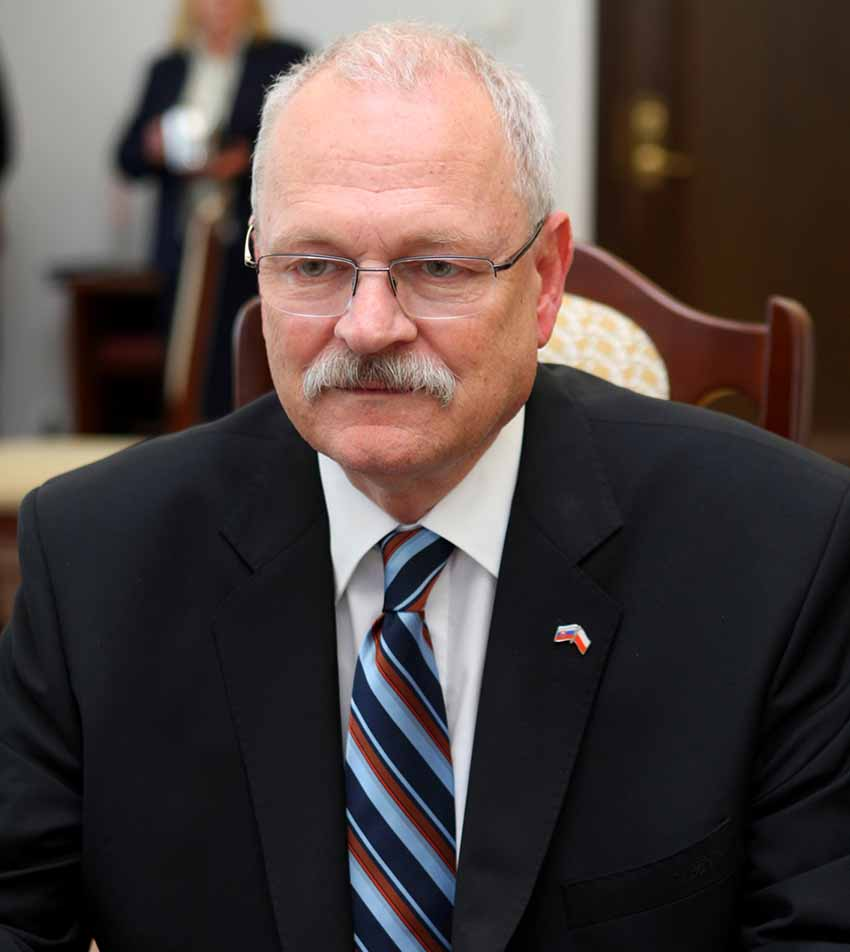
Ivan Gašparovič, 3. köztársasági elnök (2004–2014)
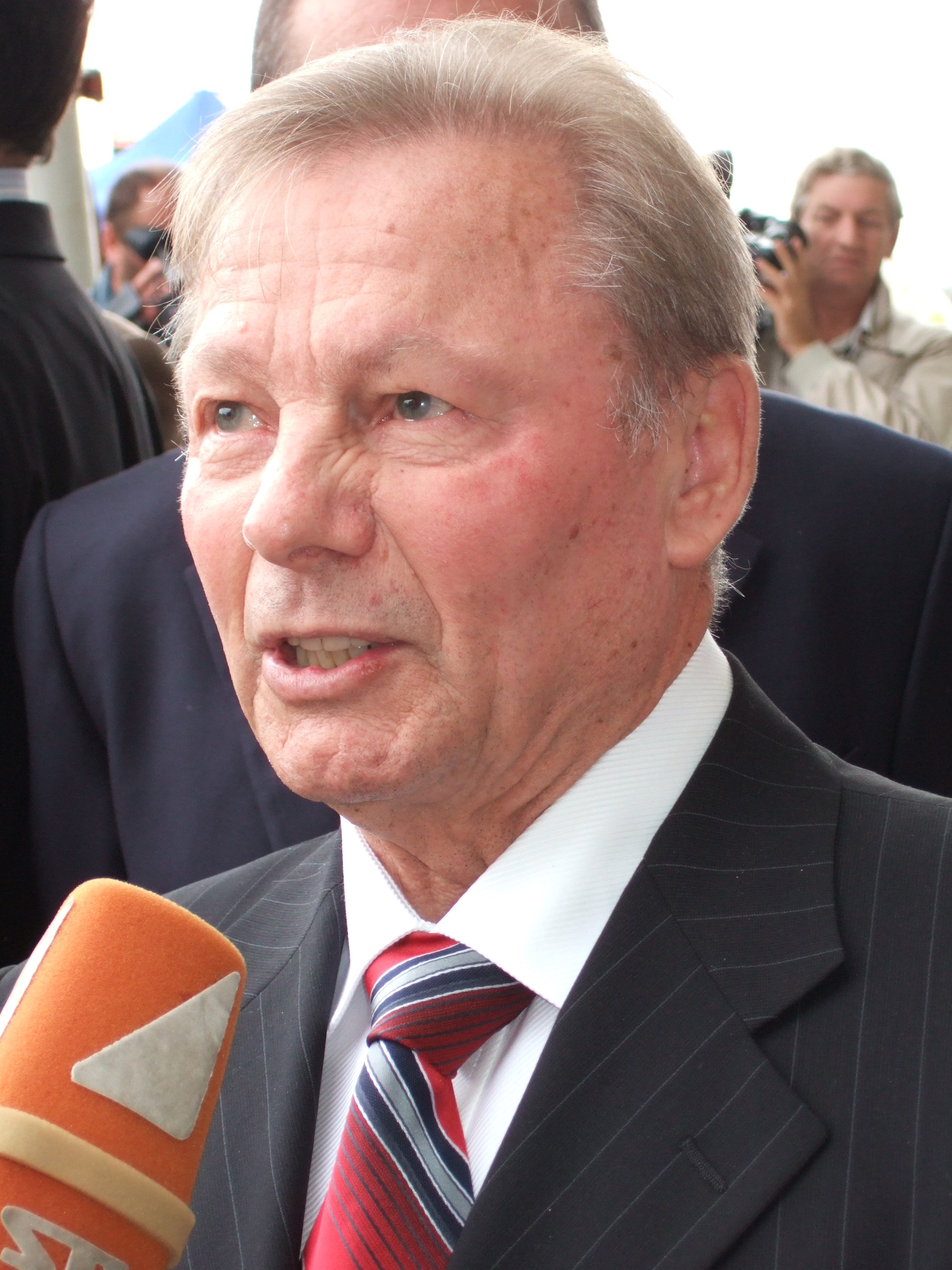
Rudolf Schuster, 2. köztársasági elnök (1999–2004)
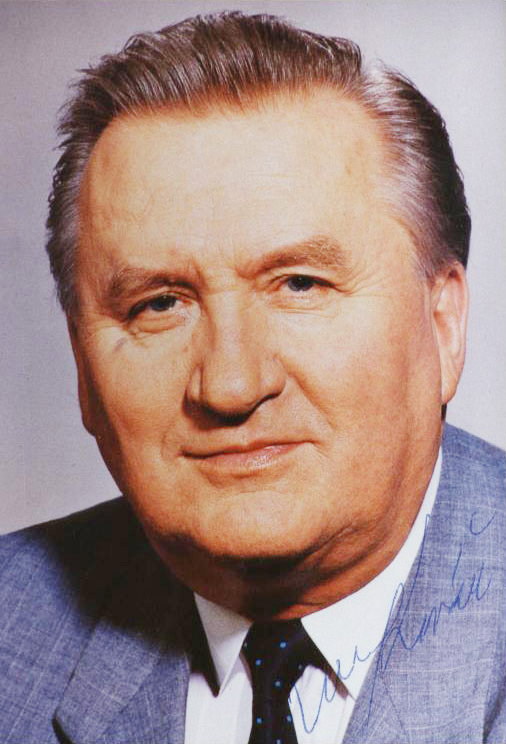
Michal Kováč, 1. köztársasági elnök (1993–1998)

### Miniszterelnökök

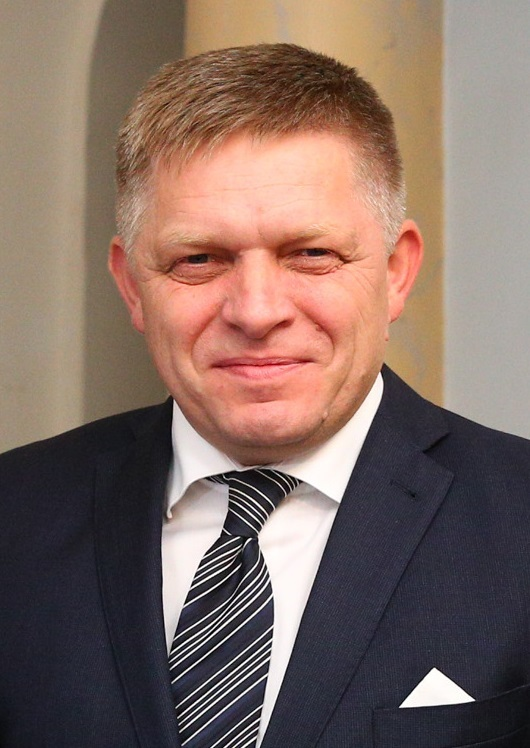
Robert Fico miniszterelnök (2006–2010, 2012–2018, 2023–)
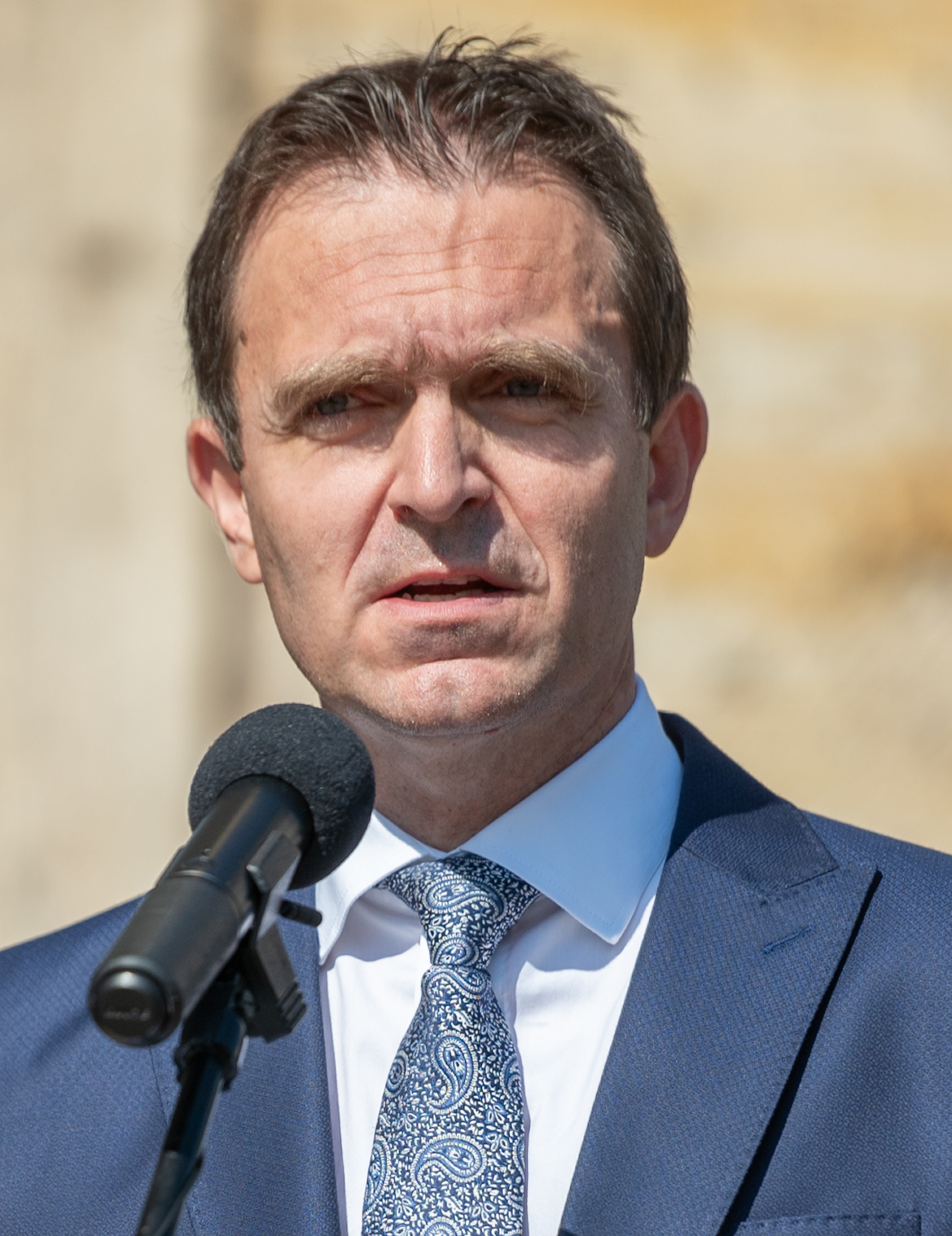
Ódor Lajos kinevezett miniszterelnök (2023)
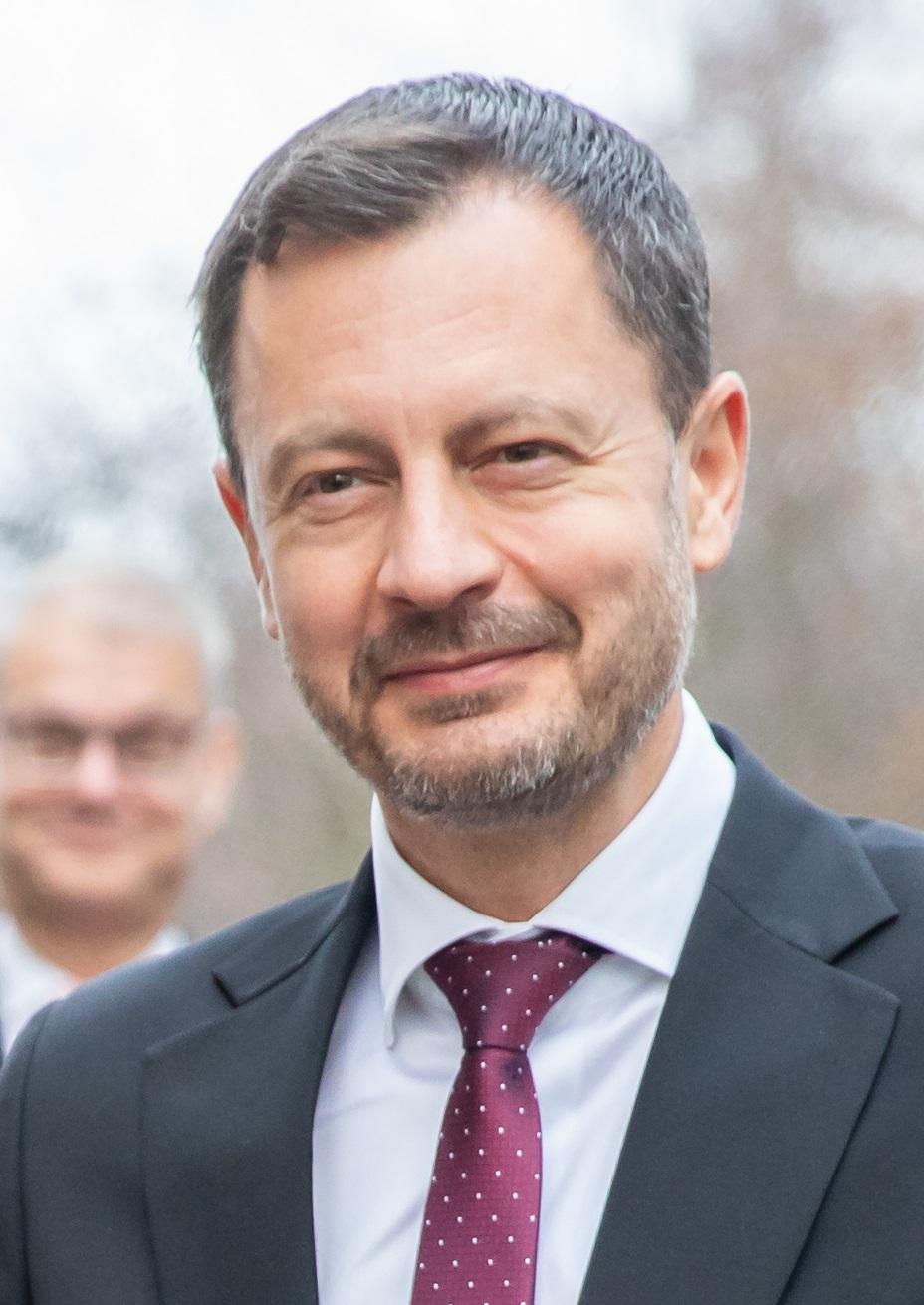
Eduard Heger miniszterelnök (2021–2023)
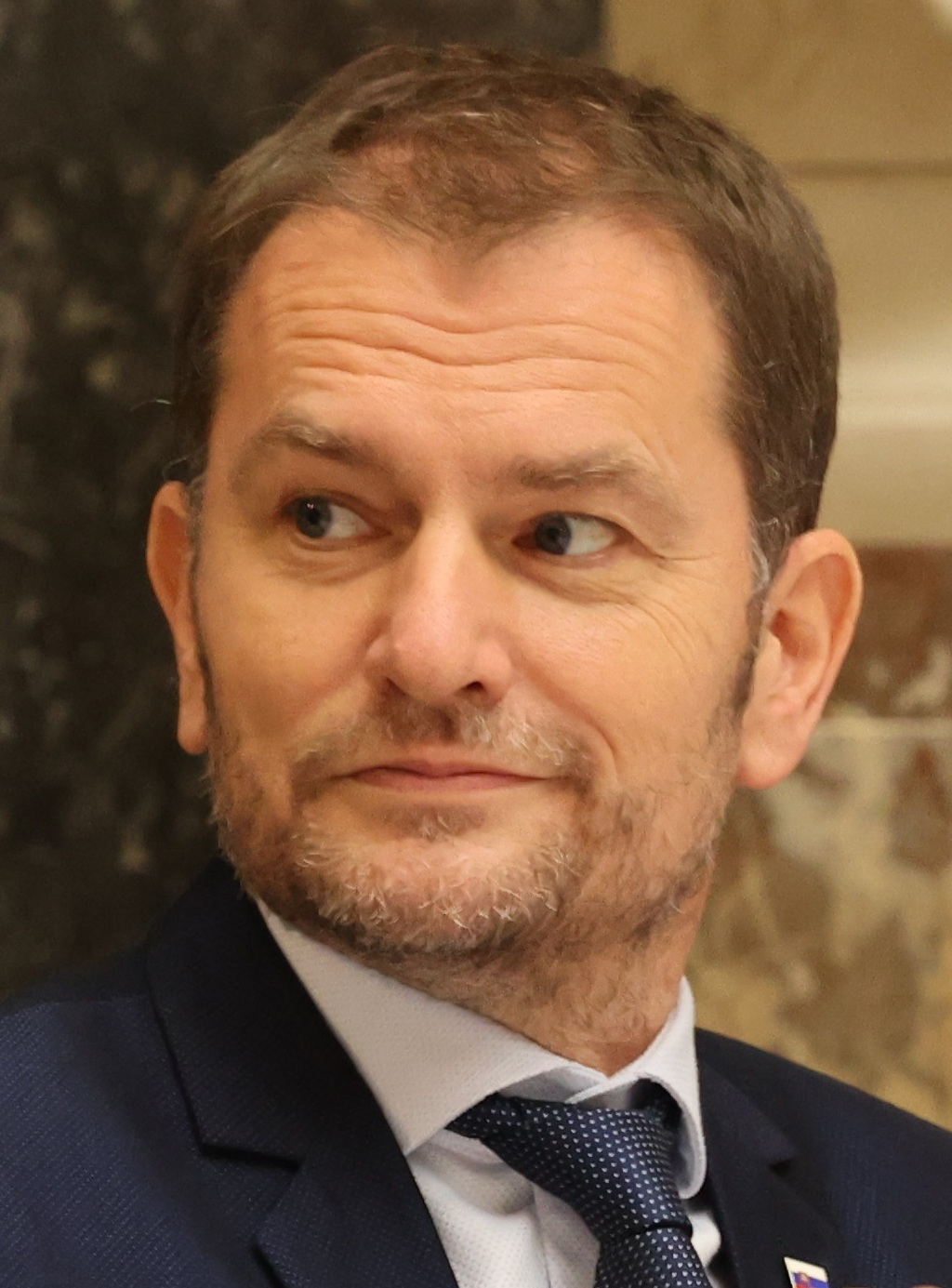
Igor Matovič miniszterelnök (2020–2021)
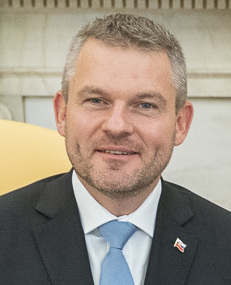
Peter Pellegrini miniszterelnök (2018–2020)
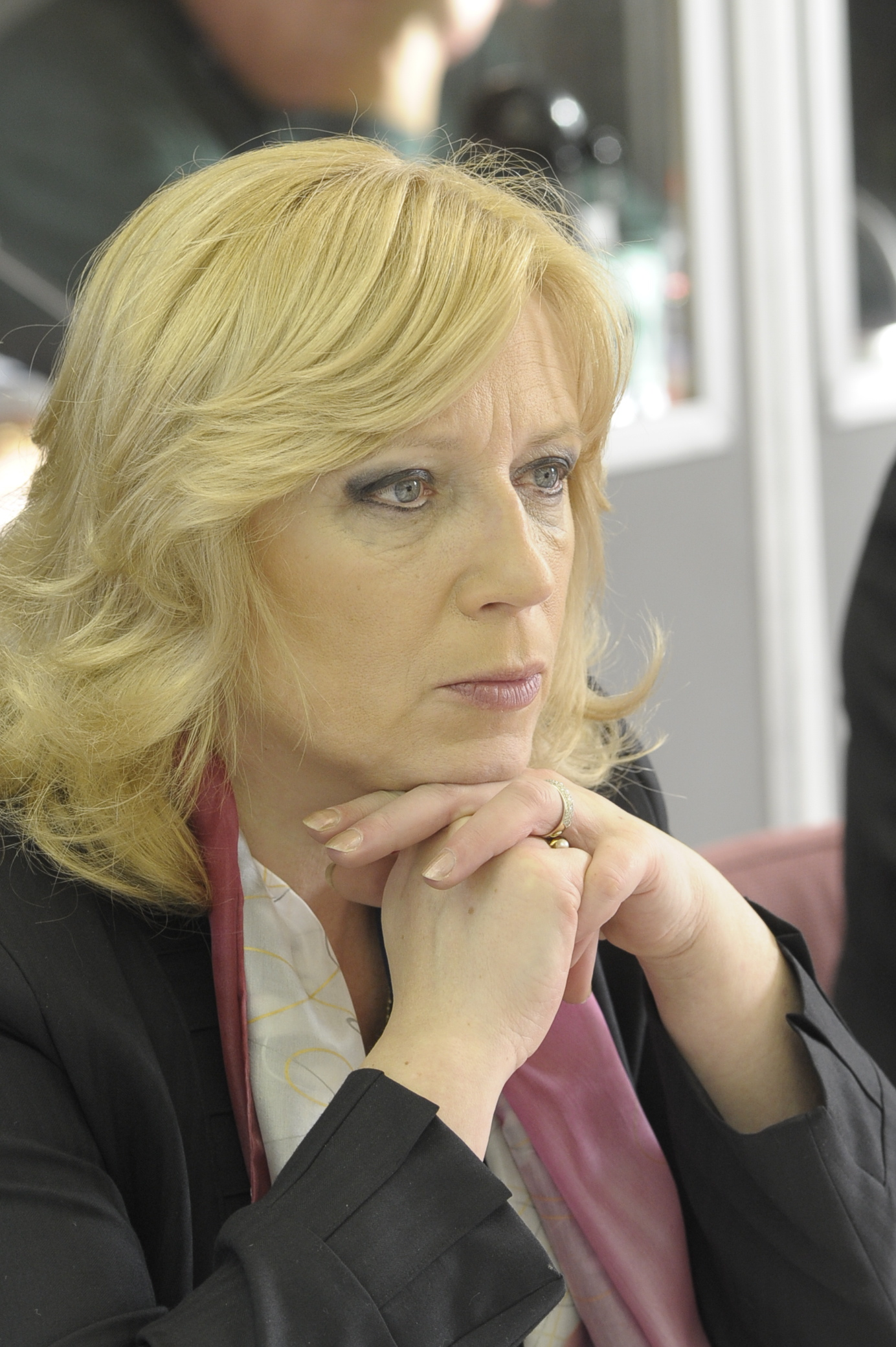
Iveta Radičová miniszterelnök (2010–2012)
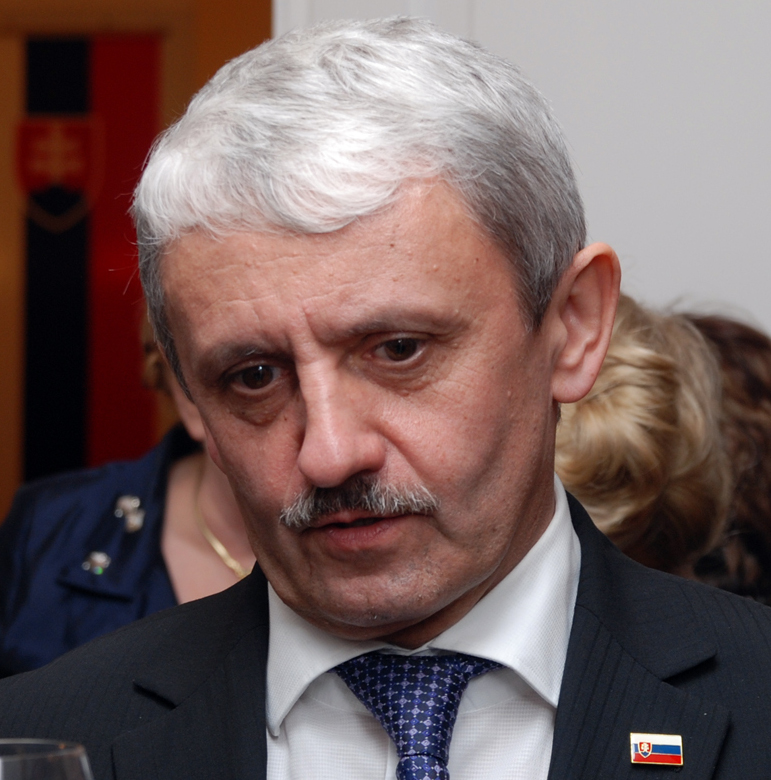
Mikuláš Dzurinda miniszterelnök (1998–2006)
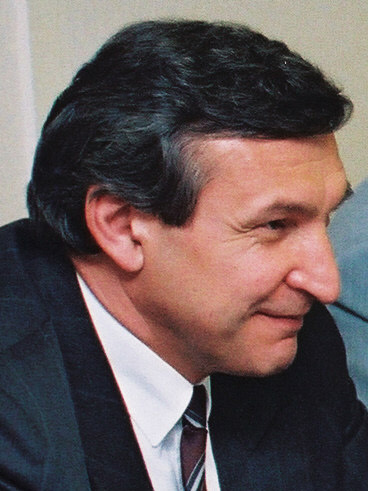
Jozef Moravčík miniszterelnök (1994)
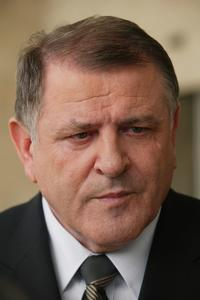
Vladimír Mečiar miniszterelnök (1993–1994, 1994–1998)